# Max Slevogt
Max Slevogt va néixer el 8 d'octubre del 1868 a Landshut, Alemanya, i va morir el 20 de setembre del 1932 a l'estat federal alemany de Renània-Palatinat. Va ésser un pintor alemany impressionista que es va especialitzar en paisatges.
Slevogt va mantenir una posició única dins del paisatgisme i, conjuntament amb Lovis Corinth i Max Liebermann, va ser un dels darrers representants de l'estil Freilichtmalerei.